# Аль (озеро)
Аль (чув. Эл) — озеро карстового происхождения в Янтиковском районе Чувашии, памятник природы регионального значения.

## География
Находится в верховьях реки Аль в 90 м от её левого берега (левобережная часть бассейна Кубни). Вблизи озера расположены сёла Беляево (1,7 км к югу), Нюшкасы (2 км к востоку), Алдиарово (2,2 км к юго-востоку). В 720 м к востоку от озера проходит автодорога Янтиково — Шоркистры.

## Физико-географическая характеристика
Озеро представляет собой провальную чашу у водораздельного склона реки Аль. Имеет правильную округлую форму. Пополнение воды происходит за счёт ключей, однако точное их расположение неизвестно. В половодье из озера вытекает ручей, впадающий в реку Аль. На южном берегу имеется песчаный пляж, холмы у восточного берега покрыты лиственными и хвойными деревьями. Прозрачность воды — 1,2—2 м.

## Флора и фауна
Нейтральный pH-показатель воды благоприятствует развитию в озере живых организмов.
Среди рыб в нём представлены: окунь, ёрш, краснопёрка, шиповка, верховка, плотва, пескарь, золотистый карась, зеркальный и чешуйчатый карп, угорь и др..
Из беспозвоночных — пиявки, катушка сплюснутая, физа пузырчатая, битиния щупальцевая, битиния Лича, затворка обыкновенная и горошина, из ракообразных — равноногие, веслоногие и ветвистоусые раки.
К озеру часто прилетают утки, реже — цапли и кулики.
В прилегающей к озеру природоохранной зоне растут занесённые в Красную книгу Чувашской Республики растения — пальчатокоренник мясо-красный и белозор болотный.